# Die selige Exzellenz (1927)
Die selige Exzellenz ist ein deutsches Stummfilmlustspiel aus dem Jahre 1927 von Wilhelm Thiele und Adolf Edgar Licho mit Willy Fritsch und Olga Tschechowa in den Hauptrollen. Die Geschichte hatte eine literarische Vorlage von Rudolf Presber und L. W. Stein.

## Handlung
Die alte Exzellenz ist gestorben, und sofort beginnt das gesamte Umfeld des Hochwohlgeborenen heftigst zu zittern, denn das Gerücht geht um, dass die Baronin von Windegg im Besitz der Memoiren des Verblichenen ist. Und das bedeutet: aufgezeichnete Histörchen, Amouren und Indiskretionen über all die Untertanen in Leuchtenstein! Die selige Exzellenz hatte all das aufgeschrieben, was so manchen Vertreter der High Society wie des Bürgertums gesellschaftlich in arge Bedrängnis und Schwulitäten bringen könnte. Eigentlich hatte man geglaubt, die nicht sehr wohlgelittene, von seiner Exzellenz aber geschätzte Baronin mit dem Tode des Edelmannes schnellstmöglich loswerden zu können, aber nun beginnen zahlreiche Freunde, Verwandte und Bekannte der seligen Exzellenz diese Dame zu umgarnen. Jeder will wissen, ob irgendetwas kompromittierendes über einen selbst in den Memoiren steht. 
Diese Neugier geht sogar so weit, dass drei „ehrenwerte“ Bürger der Gesellschaft beschließen, einen Einbruch zu wagen, um einen Blick in die geheimnisumwitterten Memoiren werfen zu können. Nun hat die Baronin in dem feschen und charmanten jungen Fürsten Ernst Albrecht einen Verbündeten, mit dessen Hilfe und der der Leuchtensteiner Feuerwehr sie diese dreiste Tat abzuwehren weiß. Schließlich wird zu einer kleinen Festivität geladen, im Rahmen der die gefürchteten Memoiren vorgelesen werden sollen. Alle Bürger sind gekommen, und so manchem von ihnen schlottern die Knie bis zum Hals. In einem Akt der höheren Diplomatie übergibt Baronin von Windegg jedoch die unheilvollen Aufzeichnungen den Flammen, und alle Anwesenden beginnen aufzuatmen. Was niemand weiß: die schlaue und einem geistreichen Streich nicht abgeneigte Adelige hat sich einen Spaß daraus machen wollen, die doppelzüngigen und heuchlerischen Leuchtensteiner einmal so richtig vorzuführen. Es gibt nämlich keine Memoiren, und was ein Raub der Kaminflammen wurde, war lediglich ein von ihr eingewickelter, dicker Band einer Brockhaus-Enzyklopädie.

## Produktionsnotizen
Die selige Exzellenz entstand im November und Dezember 1926 im UFA-Atelier und passierte die Filmzensur am 23. Februar 1927. Der Film maß eine Länge von 2658 Metern, verteilt auf sechs Akte. Der Streifen wurde für die Jugend freigegeben. Die Uraufführung erfolgte am 16. September 1927 in Berlins UFA-Palast am Zoo.
Erich Czerwonski entwarf die Filmbauten. 

## Kritik
In der Österreichischen Film-Zeitung hieß es: „Amüsant und nett waren Manuskript und Regie von E. A. Licho und Wilhelm Thiele. Ausgezeichnet die witzige Bearbeitung des nächtlichen Einbruches und der drohenden Memoirenverlesung. In der Darstellung überragte Olga Tschechowa, die der Baronin die Züge der überlegenen großen Dame von Welt gab … Ihr Partner, der Fürst, war Willy Fritsch, der bekanntlich nur das eine Gesicht des lebenslustigen, fröhlichen, jungen Mannes hat, damit aber immer siegt.“